# Aeropuerto Internacional Francisco Mendes
El Aeropuerto Internacional Francisco Mendes fue un aeropuerto ubicado en la isla de Santiago en Cabo Verde. Fue inaugurado en 1961, y recibe su nombre del nacionalista africano Francisco Mendes. Se encontraba a unos dos kilómetros del centro de Praia en la parte sureste de la isla de Santiago.
A finales de 2005, el aeropuerto fue clausurado, y reemplazado por el nuevo Aeropuerto Internacional Nelson Mandela.
- Datos: Q543335
- Multimedia: Francisco Mendes International Airport / Q543335